# Ole Riber Rasmussen
Ole Riber Rasmussen (* 28. September 1955 in Gladsaxe Kommune; † 11. Februar 2017) war ein dänischer Sportschütze. Er war in der Disziplin Skeet aktiv.

## Erfolge
Ole Riber Rasmussen, der für Københavns Flugtskytteforening startete, nahm an vier Olympischen Spielen teil. Bei den Olympischen Spielen 1984 in Los Angeles erzielte er wie Luca Scribani Rossi 196 Punkte und belegte damit den zweiten Rang. Im Stechen um die Silbermedaille setzte er sich ohne Fehlschuss gegen Scribani Rossi durch, der zwei Ziele verfehlte. 1988 verpasste er in Seoul mit 144 Punkten als 27. den Einzug in die nächste Runde, vier Jahre darauf kam er in Barcelona mit 140 Punkten nicht über den 55. Platz hinaus. 1996 zog er in Atlanta mit 122 Punkten ins Finale ein, in dem er ohne Fehlschuss blieb und genau wie Andrea Benelli 147 Gesamtpunkte erzielte. Es kam zum Stechen um Bronze, das Benelli für sich entschied, als er das sechste Ziel traf, während es Rasmussen verfehlte.
1993 gewann Rasmussen bei den Weltmeisterschaften in Barcelona mit der Mannschaft Silber.